# Degelberg
Degelberg ist ein Gemeindeteil der Stadt Furth im Wald im Landkreis Cham des Regierungsbezirks Oberpfalz im Freistaat Bayern.

## Geografie
Degelberg liegt 6 Kilometer südwestlich von Furth im Wald, 600 Meter südlich der Staatsstraße 2154. 800 Meter südwestlich von Degelberg fließt der Zelter Bach von Norden nach Süden. Degelberg hat zwei Teile. Der nördlichere Teil, der Obere Degelberg, liegt direkt an der Staatsstraße 2154.

## Geschichte
Degelberg (auch: Tichenesberg) wurde 1086 erstmals schriftlich erwähnt. Es gehörte zur Mark Cham.
Im Dreißigjährigen Krieg wurde die Bevölkerung nicht nur von den feindlichen Truppen terrorisiert, sondern auch von den eigenen Verbündeten. Im September des Jahres 1621 überschritten die kaiserlichen Truppen, geführt von Oberst von Anholt, die Grenze bei Furth im Wald, plünderten viele Ortschaften, darunter auch Degelberg, und ermordeten deren Bewohner auf grausame Weise.
Anfang des 19. Jahrhunderts hatte Degelberg 12 Anwesen, darunter 2 Hüthäuser. Eigentümer waren Pankerl, Dattler, Lutz, Girglhans, Mühlhansl, Albrecht, Kaspar, Gottl, Hansadam und Lenzl.
1808 wurde die Verordnung über das allgemeine Steuerprovisorium erlassen. Mit ihr wurde das Steuerwesen in Bayern neu geordnet und es wurden Steuerdistrikte gebildet. Dabei kam Degelberg zum Steuerdistrikt Ränkam. Der Steuerdistrikt Ränkam bestand aus den Ortschaften Rußmühle, Waradein, Ziegelhütte, Degelberg und Ried bei Gleißenberg.
1821 wurden im Landgericht Cham Gemeinden gebildet. Dabei kam Degelberg zur Gemeinde Ränkam. Ränkam war patrimonialgerichtische Gemeinde, die mit dem Steuerdistrikt Ränkam identisch war. Sie hatte ein Patrimonialgericht I. Klasse unter Freiherr von Völderndorff. 1851 wurde Ried bei Gleißenberg aus der Gemeinde Ränkam herausgelöst und eine Gemeinde.
Von 1867 bis 1946 bestand die Gemeinde Ränkam aus den Teilen Bruckmühle, Degelberg, Kühberg, Leinmühle, Ränkam, Rußmühle, Tradt, Waradein und Ziegelhütte. 1946 wurde die Gemeinde Grabitz zerschlagen. Grabitz mit Stieberg und Tradtbauer wurde nach Furth im Wald eingemeindet und Haberseigen kam zur Gemeinde Ränkam. Bei der Gebietsreform in Bayern wurde 1972 die Gemeinde Ränkam mit ihren Gemeindeteilen Bruckmühle, Degelberg, Haberseigen, Kühberg, Leinmühle, Ränkam, Rußmühle, Tradt, Waradein und Ziegelhütte in die Stadt Furth im Wald eingemeindet.
Degelberg gehörte 1838 zur Pfarrei Arnschwang. 1913 kam Degelberg zum Kuratbenefizium Ränkam, Dekanat Cham. 1997 hatte Degelberg 54 Katholiken.

## Einwohnerentwicklung ab 1838
| Jahr | Einwohner | Gebäude |
| ---- | --------- | ------- |
| 1838 | 96        | 13      |
| 1861 | 91        | 39      |
| 1871 | 78        | 41      |
| 1885 | 73        | 13      |
| 1900 | 63        | 15      |
| 1913 | 84        | 13      |

| Jahr | Einwohner | Gebäude |
| ---- | --------- | ------- |
| 1925 | 83        | 17      |
| 1950 | 95        | 15      |
| 1961 | 87        | 18      |
| 1970 | 89        | k. A.   |
| 1987 | 51        | 15      |
| 2011 | 79        | k. A.   |

## Sehenswürdigkeiten und Tourismus
- In Degelberg, Hausnummer 2, steht ein denkmalgeschütztes Waldlerhaus (Denkmalnummer D-3-72-126-64). Es handelt sich um einen zweigeschossigen, giebelständigen Blockbau mit Flachsatteldach, ausgemauerter Eckstube und verschaltem Giebelschrot, aus dem 18. Jahrhundert.[25]
- In Degelberg, Hausnummer 9, steht ein denkmalgeschütztes ehemaliges Wohnstallhaus (Denkmalnummer D-3-72-126-65). Es handelt sich um einen eingeschossigen und giebelständigen Flachsatteldachbau aus der Mitte des 19. Jahrhunderts.[26]